# Meerufenfushi (Kaafu-atol)
Meerufenfushi is een van de eilanden van het Kaafu-atol behorende tot de Maldiven. Vanaf 1976 is het volledige eiland bezet door het Meeru Resort & Spa.